# Очки (Брестская область)
О́чки (бел. Вочкі) — деревня в Брестском районе Брестской области Беларуси, в составе Тельминского сельсовета. Население — 38 человек (2019).

## География
Деревня находится в 19 км к северо-востоку от центра города Брест и в 10 км к юго-западу от Жабинки. Местность принадлежит бассейну Вислы, вокруг деревни лежит сеть мелиоративных канав со стоком в реку Мухавец. Ближайшие населённые пункты — деревни Лидымо и Буяки. В 3 км к югу от деревни проходит автомагистраль М1. В 2,5 км от деревни находится железнодорожная платформа Харитоны (линия Брест — Барановичи).

## История
В XIX веке — деревня Кобринского уезда Гродненской губернии, принадлежала имению Буяки. В 1846 году — 20 дворов, владение наследников господина Райского.
В 1870 году — 163 ревизские души; деревня относилась к Буяковскому сельскому обществу Збироговской волости.
В 1905 году — деревня той же волости.
Согласно Рижскому мирному договору (1921) Очки вошли в состав межвоенной Польши, где принадлежали гмине Збироги Кобринского повета Полесского воеводства. В 1921 году насчитывался 31 двор. С 1939 года в составе БССР.